# Franz von Scholl
Franz von Scholl (Aquisgrana, 8 gennaio 1772 – Verona, 3 settembre 1838) è stato un ufficiale e ingegnere tedesco addetto alle fortificazioni.

## Vita

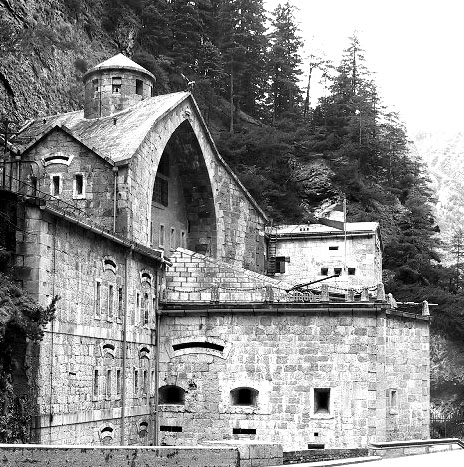
Il Forte Nauders, una delle costruzioni progettate da Franz Scholl

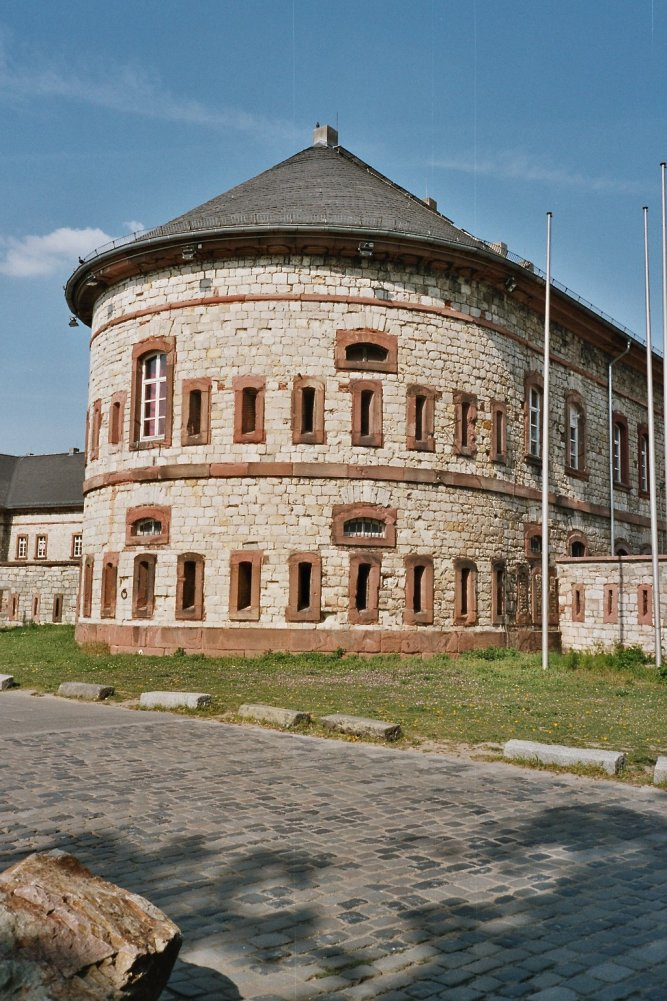
Reduit (Magonza), una ridotta della fortezza di Magonza progettata da Scholl

Scholl iniziò la sua carriera militare, nel 1796, quando all'età di 24 anni venne nominato cadetto del Corpo degli Ingegneri. Tra il 1796 e il 1815 fu più volte in Italia, Francia e Germania. Partecipò alle campagne del Reno, al blocco di Venezia, alla battaglia di Lipsia e ad altri importanti eventi bellici del suo tempo. A Venezia si distinse in maniera particolare per i suoi progetti di fortificazione del 1805 e nel 1814 fu nominato direttore delle fortificazioni. 
Nel 1815 passò a Mantova, dove rimase fino al 1818. Dopo il periodo mantovano si occupò di insegnamento presso la scuola del genio a Vienna dove gli fu assegnata la cattedra di Arte delle fortificazioni.
Nel 1821 fu inviato a Milano per poi spostarsi tra il 1824 e il 1830 a Francoforte per sovraintendere alla costruzione della piazzaforte di Magonza.
Nel 1833, con una risoluzione, l'Impero austriaco decretava il restauro delle fortificazioni di Verona e della linea del Mincio. In quel periodo Scholl si trovava già a Verona come direttore dell'Imperiale Regio Ufficio delle Fortificazioni e perciò il consiglio di guerra di Vienna gli affidò la costruzione delle opere. Il principale promotore di questa risoluzione fu il feldmaresciallo Josef Radetzky. Contemporaneamente all'incarico Veronese, Scholl seguì anche i lavori di fortificazione nei pressi di Bressanone, il forte di Fortezza.

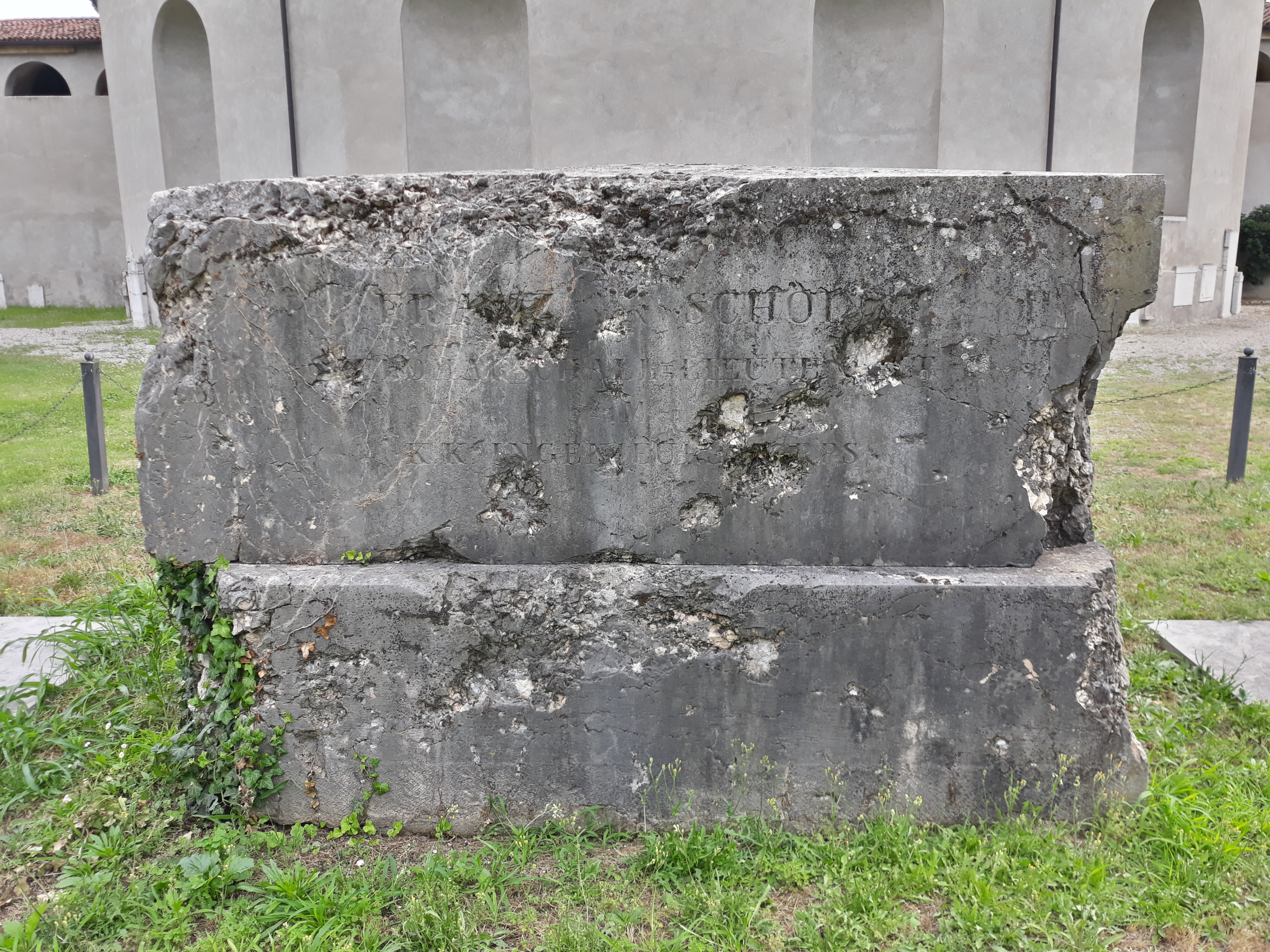
Tomba presso il cimitero monumentale di Verona

Dopo aver ricevuto questo incarico, Scholl non lasciò più Verona dove continuò a lavorare fino al 3 settembre 1838 quando, si dice, fu stroncato da un malore in seguito alla morte della moglie avvenuta il giorno prima. La salma di Scholl fu sepolta nel Cimitero Monumentale di Verona, nella zona allora riservata ai militari. La tomba, costituita da un pesante blocco di marmo veronese, lo ricorda tuttora.
Per la sua capacità e le sue innovazioni, Franz von Scholl fu considerato il principale esponente della scuola di architettura militare dell'Austria. Il suo lavoro fu fortemente influenzato dalle opere di Marc René de Montalembert.